# C. J. Stroud
(en) Statistiques sur pro-football-reference
Coleridge Bernard "C. J." Stroud IV, né le 3 octobre 2001 à Rancho Cucamonga en Californie, est un joueur de football américain évoluant au poste de quarterback pour la franchise des Texans de Houston dans la National Football League (NFL).
Au niveau universitaire, il joue pour les Buckeyes d'Ohio State dans la NCAA Division I FBS pendant 3 saisons (2020-2022). Il y établit plusieurs records de son université dont celui du plus grand nombre de yards gagnés à la passe en un seul match (573). Il est également finaliste du trophée Heisman et du prix Davey O'Brien respectivement en 2021 et 2022.
Il se présente ensuite à la draft 2023 de la NFL où il est sélectionné en deuxième choix lors du premier tour par les Texans.

## Biographie

### Jeunesse
Coleridge Bernard Stroud IV nait à Rancho Cucamonga en Californie en tant que benjamin d'une famille de quatre enfants,.
Il étudie au lycée Rancho Cucamonga,, son père étant incarcéré depuis cette période,. Au terme de son année senior, il est désigné meilleur joueur offensif de l'année par l'Inland Valley Daily Bulletin après avoir gagné 3 878 yards et inscrit 47 touchdowns à la passe.
En 2019, il est désigné MVP de l'Elite 11. Stroud est sélectionné pour jouer l'All-American Bowl 2020. Initialement considéré comme une recrue 3 étoiles, Stroud termine ses études secondaires et est classé troisième quarterback de sa classe d'âge,.
Il intègre l'université d'État de l'Ohio pour y jouer au football américain,,.

### Carrière universitaire

#### 2020
Stroud passe sa première saison à Ohio State avec le statut de redshirt et en tant que remplaçant de Justin Fields,. Il ne joue qu'un seul snap en 2020 lors duquel il inscrit un touchdown à la suite d'une course de 48 yards.

#### 2021
Stroud est désigné quarterback titulaire avec le statut de redshirt freshman, Fields ayant décidé de se présenter à la draft 2021 de la NFL. Son entraîneur Ryan Day effectue ce choix au vu de la qualité de ses prises de décision, de ses compétences en leadership et de sa précision.
Stroud commence tous les matchs à l'exception de celui de la 2e semaine contre Akron qu'il met à profit pour reposer une blessure à l'épaule encourue lors du premier match de la saison. Au terme de celle-ci, il est sélectionné dans la première équipe de la conférence Big Ten et est également désigné quarterback de l'année dans cette conférence après en avoir été désigné à six reprises meilleur freshman de la semaine. Il est également finaliste du Davey O'Brien Award et du trophée Heisman, tous deux remportés par Bryce Young. Stroud est le seul quarterback de l'histoire d'Ohio State à avoir inscrit cinq touchdowns contre quatre équipes de la Big Ten en une saison.
Il permet à son équipe d'afficher, au terme de la saison régulière, un bilan de 10 victoires et deux défaites (contre Oregon et les rivaux de Michigan). La défaite contre Michigan prive cependant Ohio State de la finale de conférence Big Ten. Invités à disputer le Rose Bowl contre Utah, il permet à son équipe de remonter un déficit de 14 points pour finalement gagner le match 48 à 45. Stroud bat les records du Rose Bowl et de son université au nombre de yards gagnés par un quarterback lors d'un Rose Bowl (573). De plus, avec six touchdowns inscrits à la passe, il égale un record de son université et détient le nouveau record du Rose Bowl.

#### 2022
Après une saison 2021 réussie, Stroud est considéré comme un des meilleurs joueurs de football universitaire et il est désigné favori pour remporter le trophée Heisman au terme de la saison 2022,. Le 8 octobre 2022, Stroud inscrit six touchdowns à la passe contre Michigan State, établissant le record de conférence du plus grand nombre de matchs (3) avec 6 touchdowns inscrits à la passe sur la carrière. Il dépasse Justin Fields et passe deuxième des joueurs d'Ohio State au nombre du plus grand nombre de touchdowns inscrits à la passe,. Stroud et les Buckeyes perdent à nouveau 23 à 45 chez les rivaux de Michigan en saison régulière. Malgré la défaite, les Buckeyes sont sélectionnés pour disputer le College Football Playoff à la suite d'un bilan positif de 11-1. Le 31 décembre, ils perdent la demi-finale jouée contre Georgia à l'occasion du Peach Bowl 2022. De nouveau finaliste du trophée Heisman, Stroud y termine en troisième place derrière respectivement Caleb Williams de USC (vainqueur) et Max Duggan (en) de TCU.

### Carrière professionnelle

#### Draft
Stroud est sélectionné en deuxième choix global lors du premier tour de la draft 2023 de la NFL par les Texans de Houston.

## Statistiques
| Année  | Équipe                | Statut | MJ |         | Passes   | Passes | Passes | Passes | Passes | Passes | Passes  |       | Courses | Courses | Courses | Courses |
| Année  | Équipe                | Statut | MJ | Tentées | Réussies | Pct.   | Yards  | TD     | Int.   | Éval.  | Tentées | Yards | Moy.    | TD      |         |         |
| 2020   | Buckeyes d'Ohio State | Fr     | 03 | 0       | 0        | 00,0   | 0      | 0      | 0      | 00,0   | 01      | 48    | 48,0    | 1       |         |         |
| 2021   | Buckeyes d'Ohio State | Fr     | 12 | 441     | 317      | 71,9   | 4 435  | 44     | 6      | 186,6  | 32      | -20   | -0,6    | 0       |         |         |
| 2022   | Buckeyes d'Ohio State | So     | 13 | 355     | 235      | 66,2   | 3 340  | 37     | 6      | 176,2  | 35      | 74    | 2,1     | 0       |         |         |
| Totaux | Totaux                | Totaux | 28 | 796     | 552      | 69,3   | 7 775  | 81     | 12     | 187,2  | 68      | 102   | 1,5     | 1       |         |         |

| Taille             | Poids          | Bras            | Main          | Sprint   | Sprint   | Sprint   | Shuttle 20 yards | 3 cones drill | Détente   | Détente     | Développé couché | Test Wonderlic |
| Taille             | Poids          | Bras            | Main          | 40 yards | 10 yards | 20 yards | Shuttle 20 yards | 3 cones drill | verticale | horizontale | Développé couché | Test Wonderlic |
| 1,91 m (6 ft 3 in) | 97 kg (214 lb) | 83 cm (32 ⅝ in) | 25 cm (10 in) | -        | -        | -        | -                | -             | -         | -           | -                | -              |